# Радегундис
Света Радегундис или Радегунда (Radegundis, Radegund, Radegunde, Radegonde; * 520; † 13 август 587, Поатие) е кралица на франките, съпруга на франкския крал Хлотар I от рода на Меровингите, син на крал Хлодвиг. Тя е канонизирана, денят на нейната памет се празнува на 13 август.

## Биография

### Произход и ранни години
Дъщеря е на краля на Тюрингия Бертахар.
Тя остава пълно сираче още преди 531 г. и живее с тримата си братя в двореца на чичо ѝ Херминафрид († 534), кралят на Тюрингия. През 531 г. след нападение на франкския крал Хлотар I Радегундис и нейните братя са отвлечени в Неустрия в кралската вила Athies при Перон на Сома. Там тя е възпитавана християнски, научава латински.

### Кралица на франките
През 540 г. крал Хлотар се жени за Радегундис против нейната воля. Хлотар е убил лично преди това невръстните синове на брат си Хлодомер и е имал вече четири жени. Радегундис бяга, но е хваната и върната обратно.
Сватбата се състои във Витри (Артоа). Бракът остава бездетен, но двойката осиновява едно момиче с името Агнес и го отглежда.
Като кралица Радегундис живее в двореца в Соасон аскетично. Тя прави подаръци на църквата, не ядяла месо, а само боб и леща. Дворцовите служители се подигравали на краля, че се бил оженил за монахиня.
Около 550 г. Хлотар наредил убийството на брат ѝ заради едно въстание в Тюрингия. Tя напуска Хлотар, без да се разведе. Бяга в Ноайон, епископ Медар я прави дяконка. След това тя бяга в Saix и след това в Поатие.
През 558 г. Радегундис основава с помощта на Хлотар първия в Европа женски манастир Sainte-Marie-hors-les-Murs (по-късно преименуван на Abbaye Sainte-Croix de Poitiers) в Поатие. Тя поставя своята приятелка и отгледана дъщеря Агнес за игуменка. Два пъти в седмицата Радегундис събира в банята на манастира болните и бедните и къпе болните от проказа сама.
Радегундис има връзки с Григорий Турски. Писателят, поет и духовник Венанций Фортунат пътува през 565 г. в Галия и остава в Поатие. Той живее там 20 години като добър приятел на Радегундис и защитник на манастира.
През 569 г. византийският император Юстин II, по нейна молба, изпраща на манастира частица от Кръстът Господен. Радегундис преименува манастира на Манастир на Светия кръст. Венанций Фортунат написва от благодарност възхваляващо стихотворение за императорската двойка.

### Смърт
На 13 август 587 г. Радегундис умира и по нейно желание е погребана в църквата на манастира.
Скоро след това Венанций Фортунат написва Vita, първата история на нейния живот. През 9 век тя е канонизирана за Светия.